# NGC 3298
NGC 3298 este o brightest cluster galaxy⁠(d) situată în constelația Ursa Mare. A fost descoperită în 12 aprilie 1789 de către William Herschel.